# موسوعة رواد الفضاء
موسوعة رواد الفضاء، هو موقع مرجعي على شبكة الإنترنت عن السفر إلى الفضاء. كتالوج شامل للمركبات والتكنولوجيا ورواد الفضاء والرحلات الجوية، ويتضمن معلومات من معظم البلدان التي كان لديها برنامج أبحاث صاروخي نشط، من روبرت جودارد إلى مكوك الفضاء التابع لناسا وبرنامج بوران السوفيتي.
تم الحفاظ عليها من قبل متحمس الفضاء والمؤلف مارك وايد. لقد كان يجمع مثل هذه المعلومات معظم حياته.

## روابط خارجية
- الموقع الرسمي